# Llista d'associacions escoltes i guies dels Països Catalans
| Associació                                             | Àmbit territorial         | Orientació religiosa | Data de fundació | Número d'agrupaments | Número d'escoltes | Pertany a ... |
| ------------------------------------------------------ | ------------------------- | -------------------- | ---------------- | -------------------- | ----------------- | ------------- |
| Minyons Escoltes i Guies de Catalunya                  | Catalunya                 | Catòlica             | 1977             | 140                  | 13000             | FCEG, MSC     |
| Escoltes Catalans                                      | Catalunya                 | Laica                | 1974             | 42                   | 4000              | FCEG          |
| Acció Escolta de Catalunya                             | Catalunya                 | Pluriconfessional    | 2002             | 16                   | 1000              | FCEG          |
| Centre Marista d'Escoltes                              | Catalunya                 | Catòlica             | 1977             | 9                    |                   |               |
| Associació Catalana de Scouts                          | Catalunya                 | Laica                | 2006             | 3                    |                   | WFIS          |
| Unió Internacional de Guies i Scouts d'Europa          | Catalunya i País Valencià | Catòlica             | 2006             | 5                    | 10000             | UIGSE-FSE     |
| Federació d'Escoltisme Valencià                        | País Valencià             | Catòlica             |                  | 75                   | 5000              | MSC           |
| Associació Guiatge Valencià                            | País Valencià             | Laica                | 1964             | 2                    |                   | FEG           |
| Scouts Valencians                                      | País Valencià             | Pluriconfessional    |                  | 34                   |                   | ASDE          |
| Moviment Escolta i Guiatge de Mallorca                 | Mallorca                  | Catòlica             | 1956             | 14                   |                   | MSC           |
| Escoltes i Guies de Mallorca                           | Mallorca                  | Laica                | 1979             | 2                    |                   | FEG           |
| Escoltes de Menorca                                    | Menorca                   | Catòlica             | 1971             | 12                   |                   | MSC           |
| Scouts de Baleares                                     | Illes Balears (Eivissa)   | Pluriconfessional    |                  | 1                    |                   | ASDE          |
| Eclaireuses Eclaireurs de France - Languedoc-Rousillon | Llenguadoc-Rosselló       |                      |                  |                      |                   | EEDF          |

## Organigrama de laWAGGGS
Només s'indiquen les associacions guies dels Països Catalans.
```
WAGGGS

|

CEGE

|
-----------------------------------------------------
| |

FCEG
 
FEG

| |
------------------------------------- -------------------------
| | | | |

Minyons
 
Escoltes Catalans
 
Acció Escolta
 
Escoltes de Mallorca
 
Guiatge Valencià
```

## Organigrama de laWOSM
Només s'indiquen les associacions escoltes dels Països Catalans.
```
WOSM

|

FEE

|
----------------------------------------------
| | |

FCEG
 
ASDE
 
MSC

| | | 
------------------------------------ | -------------------------
| | | | | | |

Minyons
 
Escoltes Catalans
 
Acció Escolta
 | 
Minyons
 
FEV
 
FEGIB

| |
| -------------------
| | | 
------------------------------------------ 
Escoltes de Menorca
 
MEGM

| | |

Acció Escolta
 
Scouts de Balears
 
Scouts Valencians
```